# Eugenia bryanii
Eugenia bryanii là một loài thực vật có hoa trong Họ Đào kim nương. Loài này được Kaneh. mô tả khoa học đầu tiên năm 1937.